# Максютов, Абдулзялиль
Абдулзялиль Максютов (1741—1811) — участник Крестьянской войны 1773—1775 г., депутат Уложенной комиссии 1767—1769 г.

## Биография
Абдулзялиль Максютов был родом из служилых мишарей Уфимской провинции.
В 1767 году с Туктамышем Ижбулатовым и другими депутатами подал в Сенат челобитную о смещении с должности за злоупотребления воеводы Уфимской провинции И. В. Спиридова.
Представил в Комиссию наказ о свободном исповедании ислама, освобождении татар и мишарей от уплаты некоторых пошлин, установлении жалованья за службу на Оренбургской линии, разрешении найма работников и др.
Поддержал предложения депутатов о свободе торговли, разрешении казачьей старшине покупать крепостных крестьян. Занимал двойственную позицию при обсуждении «Проекта правам благородных».
Во время Крестьянской войны участвовал в сражениях на территории Казанской дороги, Ногайской дороги и Осинской дороги.
Весной 1774 года перешёл на сторону правительственных войск.
В 1775 году был лишён депутатского звания за участие в повстанческом движении Е. Пугачева.